# Fritz Eschen
Fritz Eschen (* 19. Januar 1900 in Berlin; † 19. September 1964 in Melk, Niederösterreich) war ein deutscher Fotograf.

## Biografie
Fritz Eschen lebte und arbeitete in Berlin, wo er viele Situationen und Gesichter fotografierte. Seine Bilder wurden wichtige zeithistorische Dokumente. Seine Eltern waren der Kaufmann Leopold Eschen (gest. 1914) und Therese Eschen (gest. 1923).
Zur Schule ging Eschen von 1906 bis 1918 in Berlin, zuletzt zum Königstädtischen Gymnasium, das er ohne sich der Reifeprüfung zu unterziehen verließ. 1918 wurde er als Funker einberufen. Bevor Eschen zur Fotografie kam, absolvierte er ab 1919 eine kaufmännische Lehre. Daraufhin sammelte er Berufserfahrung bei der Pomosin-Werke GmbH und bei der Berliner Privattelefon GmbH, wo er in einer leitenden Position tätig war. In diesem Beruf fühlte er sich allerdings nicht wohl und begann deshalb 1928 als freier Bildjournalist bei Agenturen wie Associated Press, Defot und Neofot-Fotag zu arbeiten. Da er das Handwerk eines Fotografen nie erlernt hatte, bezeichnete er sich selbst als „Autodidakt und Photoamateur“.
Um 1927/28 heiratete Eschen die jüdische Unternehmerstochter Rose Salomon. Ihr Vater war Eigentümer der 1899 als Vermietungsfirma für Telefonanlagen in Frankfurt/Main gegründeten Deutsche Privat Telephon Gesellschaft H. Fuld & Co. mit dem Markennamen Priteg. Der Sohn Peter (22. Januar 1931 – Dezember 1942) wurde zusammen mit seiner Mutter Rose (3. Oktober 1905 – Dezember 1942) am 9. Dezember 1941 in das Vernichtungslager Auschwitz-Birkenau deportiert und dann dort ermordet.
Im Gegensatz zu einigen seiner Familienmitglieder überlebte Fritz Eschen, der aus einem jüdischen Elternhaus kam, die Zeit des Nationalsozialismus. Zwar bewahrte ihn seine zweite Ehe mit der „Arierin“ Lipsy (Gertrude) Thumm, die 1933 geschlossen wurde, vor der Deportation, nicht aber vor der Verhaftung durch die Gestapo und vor Zwangsarbeit für die Firma Marcus-Metallbau Berlin. Bei der sogenannten Fabrikaktion am 27. Februar 1943 wurde Eschen verhaftet, kam aber nach Protesten von Angehörigen wieder frei. Die Kinder Thomas (1935–1944) und Klaus (1939–2025) wurden zuerst nach Ostpreußen, später in das Glatzer Bergland evakuiert.
Obwohl Ende 1933 der Ausschluss aus dem Reichsverband der Deutschen Presse das Berufsverbot für Eschen bedeutete, erhielt er dennoch gelegentlich Aufträge. Sie kamen von amerikanischen Agenturen, vor allem der AP, und der Deutschen Reichsbahn. Die entstandenen Arbeiten wurden häufig unter einem Pseudonym oder unter dem Namen der Agentur publiziert. Bis um 1939 erschienen überwiegend ältere Aufnahmen von Eschen in verschiedenen Publikationen, seinen Lebensunterhalt verdiente er ab 1936 jedoch unter immer schwieriger werdenden Bedingungen durch Lehrtätigkeiten.
Noch kurz vor Kriegsbeginn, 1938, war es Eschen möglich, Glaubensgenossen, die sich für die Emigration rüsten mussten, in Fotografie zu unterrichten.

## Nach 1945
Mit dem Ende des Krieges und der Befreiung konnte er wieder als freier Bildjournalist arbeiten. Eschen fotografierte für nahezu alle Berliner Zeitungen und Zeitschriften in der Rolle eines distanzierten Beobachters und gewissenhaften Chronisten seiner Zeit. 1946 wurde er zum Vorsitzenden der zonenübergreifenden Arbeitsgemeinschaft der Bildreporter im Verband der Deutschen Presse gewählt. Von 1952 bis 1955 war er Ressortchef Bild bei der Neuen Zeitung. Nach dieser Zeit erschienen vor allem Buchpublikationen von Fritz Eschen, die sowohl aus Aufträgen heraus, als auch häufig durch persönliche Motivation entstanden sind. Diese Veröffentlichungen beinhalten eine Auswahl der typischsten und gelungensten Aufnahmen des Fotografen.
Fritz Eschen starb im September 1964 auf einer Reportagereise. Seine Grabstätte befindet sich auf dem Waldfriedhof Zehlendorf in Berlin.
Eschens Sohn Klaus trat als Bildjournalist in die Fußstapfen des Vaters, bevor er seine berufliche Laufbahn als Jurist begann.

## Ehrungen

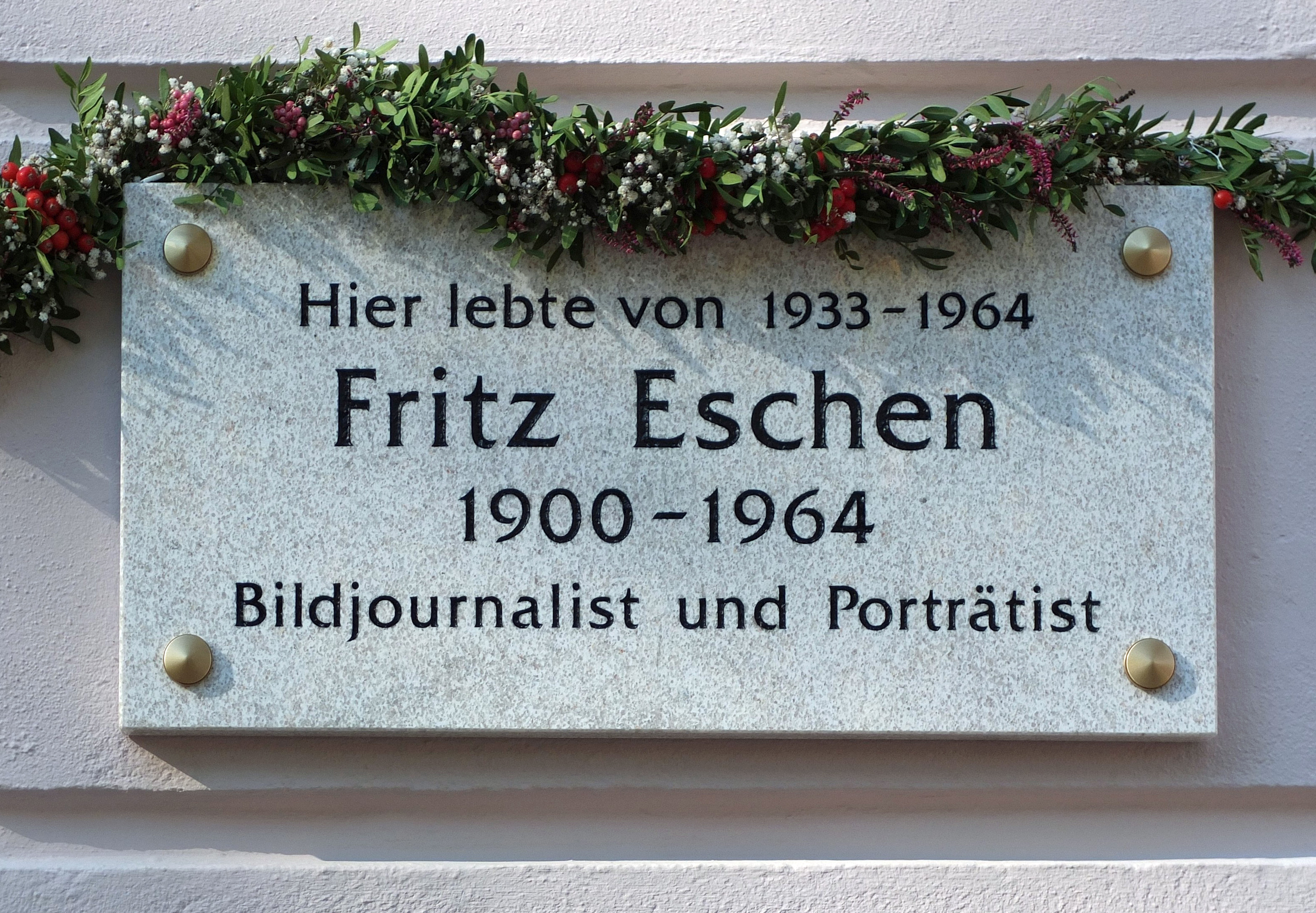
Gedenktafel für Eschen am Berliner Bundesplatz

Am 11. Oktober 2015 wurde am Haus Bundesplatz 1 in Berlin-Wilmersdorf eine Gedenktafel für Eschen enthüllt.

## Fotografie
Fritz Eschen war als Porträtfotograf bekannt. Neben Auftragsarbeiten entstanden Aufnahmen von Menschen, die ihn interessierten: Industrielle, Künstler, Politiker, Schauspieler, Schriftsteller und Wissenschaftler. Heute ist er eher wegen seiner Genre-Aufnahmen aus der Berliner Vor- und Nachkriegszeit bekannt.
Die Basis für seine Arbeit war die Beschäftigung mit den darzustellenden Personen vor der eigentlichen Porträtaufnahme. Fritz Eschen betrachtet deren Werk und Wirken näher. Da er die Menschen an den ihnen vertrauten Orten aufsuchte – bei der Arbeit, im Atelier, im Büro, zu Hause oder an Orten ihres Lebens –, entstammte das Ergebnis nur selten aus der typischen Porträtsitzung. Vielmehr entstanden Aufnahmen, die sich aus Gesprächssituationen heraus entwickelten und typische Gesten und Mimiken festhielten. Eschen vermittelte mit seinen Fotografien ein mannigfaltiges Bild von Charakteren und Persönlichkeiten und auch vom Verhältnis zwischen dem Fotografen und dem Fotografierten. Während dieses Prozesses produzierte er oft mehr als 15 Aufnahmen, die sich im Gestus des Moments oder im Wechsel der Situationen unterscheiden.
Die Bilder nach 1945 zeigen sowohl Hoffnung als auch Not, Aufbruch und Resignation einer Gesellschaft, die sich neu zu verorten suchte. Er hält in seinen Fotografien Momente, Stimmungen und Situationen lebendig, die mit der Zeit in der Erinnerung mehr und mehr verblassen.
Eschens Nachkriegsaufnahmen haben jedoch nicht mehr die unbeschwerte Leichtigkeit der früheren Reportagen über Segelfliegen, Trabrennen oder Kino; der ihm eigene zivilisatorische Optimismus, der die Polarisierung der Weimarer Gesellschaft weitgehend ausgeblendet hatte, fand sich nun deutlich sichtbar um eine soziale Dimension erweitert. Eschen lieferte jedoch weiterhin unspektakuläre, „schöne Bilder“ (Klaus Eschen), die sich aber durch die Verdichtung zeitgeschichtlicher und kontextueller Ebenen auszeichnen. Die besondere Anziehungskraft der nach 1945 aufgenommenen Bilder beruht dabei nicht nur auf ihren formalen Qualitäten, sondern vor allem auf der diskreten Präsenz des Fotografen.
Nach Eschens, dem Berufsverbot als Journalist geschuldeter, Konzentration auf die Architekturfotografie in den 30er Jahren, insbesondere auf die Dokumentation der Denkmaltopographie Berlins und Potsdams, deren Ergebnisse 1948 in seinen ersten Bildband über Potsdam münden, rückte mit seiner Rückkehr zum Bildjournalismus wieder der Mensch mit seiner Umgebung in den Mittelpunkt seines Interesses: „Ich fotografiere Menschen gern,“ betitelte Eschen 1947 einen Beitrag im Foto-Spiegel. Das von ihm beobachtete Spektrum alltäglicher Situationen reicht von Kultur (Zirkus, Kino, Kabarett, Oper), Kunst und Kunsthandwerk, Gesundheitswesen, Enttrümmerung und Wiederaufbau, Handel und Schwarzmarkt, Kriegsversehrten und Flüchtlingen, Juden und Deutschen, Arbeitslosen und sozialem Elend bis hin zu Flaneuren und immer wieder spielenden Kindern als den scheinbar eigentlichen Herren der Stadt. Die Aufnahmen zeugen von Eschens Selbstverständnis als Chronist, lassen sich aber nicht als Chronik lesen. Tagespolitik, aber auch die den Wandel und die Neuformierung Berliner Lebenswirklichkeit nach 1945 bestimmenden politischen oder historischen Faktoren – die Aufteilung in vier Sektoren, die Berlin-Blockade als Reaktion auf die Währungsreform, die Berliner Luftbrücke sowie die Gründung zweier deutscher Staaten und die damit verbundene Verfestigung des Kalten Krieges –, erscheinen vor allem als äußere Bezugsrahmen der Fotografien. So spiegelt die Summe der Aufnahmen weniger die geschichtliche oder soziale Entwicklung der Stadt, sondern öffnet den Zugang zum „Fundus der politischen und ideologischen Selbstverständlichkeiten einer Epoche“ (Karin Hartewig), vermittelt durch die vielschichtige, aber stets subjektive Sicht des Fotografen: „Während mehrerer Jahrzehnte ist die Kamera in meiner Hand ein untrennbarer Bestandteil meines Daseins geworden,“ resümiert Eschen 1959. „Sie hielt fest, was mich beeindruckte und bewegte. Alles andere als ein toter Mechanismus für mich, lebte und lebt sie mein Leben mit mir. Mit gutem Gewissen können wir beide von uns behaupten, dass weder ich sie – noch sie mich – enttäuschte. Uns kam er nur darauf an, stets wahr zu sein, dagegen nie, etwas umzudeuten.“
Dieser Anspruch war bei Eschen jedoch stets frei von eindimensionalem Dogmatismus, vielmehr verfolgte er einen dialektischen, nicht selten von subtilem Humor geprägten Ansatz. Anders als die in zeitgenössischen Bildbänden wie Gesang im Feuerofen. Köln – Überreste einer alten deutschen Stadt von Hermann Claasen (1947) oder Dresden – eine Kamera klagt an von Richard Peter sen. (1950) publizierten Ruinenfotos meiden die Aufnahmen Eschens jegliches Pathos. Ihre aus Distanz erwachsende Nüchternheit wird bereits in der zeitgenössischen fotografischen Diskussion hervorgehoben. Anders als Claasen und Peter oder als Herbert List in München versucht Eschen nicht, ästhetische Reize zu betonen oder melancholische Ruinenstimmungen einzufangen. Er verzichtet auf groteske Trümmerästhetik und die vordergründige Komik mancher Situation, dennoch bleiben seine Aufnahmen nicht ohne Witz, wenn auch unterschwelliger und durch die biografische Situation motiviert.
Ein gutes Beispiel hat Rolf Engelbart in den zahlreichen Aufnahmen öffentlicher Sitzbänke im Nachlass des Fotografen entdeckt, dem die Benutzung dieser Bänke als Jude nach 1938 verboten war. Bei Familienspaziergängen habe er sich mit einem mitgeführten Klappstühlchen beholfen, das er ostentativ neben diesen aufstellte, berichtet Sohn Klaus. Wenn sich in einer Aufnahme vom Dezember 1945 über einer Bank noch immer die Aufschrift „Für Juden verboten“ findet, die beiden darauf sitzenden jungen Damen außerdem in der neu gegründeten Zeitschrift „Sie“ des jüdischen Verlegers Ullstein lesen, die in einer weiteren Aufnahme noch einmal beworben wird, spricht dies ebenso für Eschens geschärften Blick für Absurditäten wie das Bild der beiden ins Gespräch vertieften, auf rohen Betonfüßen der nun massenhaft zum Verheizen demontierten Bänke sitzenden, jungen Frauen. Diese Aufnahmen zeugen letztendlich aber weniger von seinen Sinn für Humor oder gar von Zynismus, sondern spiegeln vor allem ein – wie Klaus Eschen 1989 formulierte – „eigenartiges Gefühl von ‚Unbetroffenheit’ gegenüber dem Geschehen um ihn herum.“
Diesem Gefühl entspricht die in den meisten Aufnahmen wahrnehmbare Distanz des Fotografen gegenüber den aus Beobachterperspektive abgebildeten Menschen. Offenkundige Sympathie findet sich selten, vielmehr eine gewisse Scheu, aber nie Abscheu, vor seinen Zeitgenossen: Dass beispielsweise ein kleines Eisernes Kreuz auf der Blindenbinde des Musikanten vor dem Photo-Treff für jemanden wie Eschen, der lange Jahre Menschen mit diesem Zeichen auf der Brust fürchten musste, besondere Bedeutung gewinnt, kann nicht verwundern.
Ganz anders begegnet er Kindern. Er kommt ihnen deutlich näher, fotografiert sie oft aus geringerem Abstand und stellt auch Blickkontakt her. Gelegentlich weicht die für ihn typische Distanz deutlich spürbarer, geradezu herausfordernder Empathie. Wunsch und Wirklichkeit kindlichen Alltags stehen sich mit den Kindern vor der Schaufensterscheibe eines Spielzeugladens, dem Spiel in den Ruinen oder dem Sammeln von Brennmaterial gegenüber. Der augenfälligen Ruhe, die viele Aufnahmen aus der Lebenswelt Erwachsener kennzeichnet, steht die den Betrachter frontal anblickende Gruppe selbstbewusster Arbeiterkinder entgegen.
Dieser stille Wechsel von Perspektiven trifft auch für ein Thema zu, das sich wie kein anderes durch sein gesamtes Schaffen zieht, keinem Gegenstand hat Eschen häufiger seine Reportagen gewidmet oder größere Aufmerksamkeit geschenkt: Fritz Eschen ist offensichtlich „Eisenbahnfan“. „Eschen mochte die Welt der Bahnhöfe, diese Welt aus Stein, Eisen- und Kohlegeruch, das Zischen und Tuten, den Dampf und die Bewegung. Er mochte vor allem die Menschen: die Reisenden wie die Bediensteten und die Arbeiter, alles Garanten verlässlichen Fortschritts“. Zudem war die Reichsbahn über Jahre verlässlicher Abnehmer seiner Eisenbahnaufnahmen. Eine davon wurde 1934 als eines von 128 Fotos (von 134.000 eingereichten) in der renommierten Jahresschau Das Deutsche Lichtbild veröffentlicht. Noch 1941 erschien sein Bild Freie Fahrt! auf Blatt 1 des Deutschen Reichsbahnkalenders. Wenig später musste er im Lehrter Bahnhof Zwangsarbeit für die Reichsbahn leisten und wurde zusammen mit dem Verleger Heinz Ullstein zur Reinigung von Eisenbahnwaggons eingesetzt.
Einen weiteren Schwerpunkt von Eschens Interesse bildete die lebendige Berliner Kulturszene, die sich nach dem Ende der Repressalien der NS-Zeit neu formierte. Neben Aufnahmen aus Reportagen über die Nationalgalerie, die Hochschule für Bildende Künste oder von der Plakatierung zur Wiedereröffnung der Staatsoper Unter den Linden sind es nicht zuletzt die unter anderem in der Neuen Zeitung veröffentlichten Porträtreportagen Eschens über zeitgenössische Maler, Plastiker, Zeichner und Karikaturisten, die für diese Schaffensperiode kennzeichnend sind. Vergleicht man die Porträts beispielsweise von Karl Hofer oder Gottfried Benn mit Aufnahmen von befreundeten Schriftstellern und Publizisten wie Friedrich Luft oder Erich Kästner, so sind unterschiedliche Grade von Sympathie für die Protagonisten aus Kunst und Kultur durchaus ablesbar, aber, so Eschen 1947, „obenan steht die Beobachtung, wie stark der Beruf den Ausdruck des Gesichts und die ganz Körperhaltung des Menschen formt. Besonders reizvoll ist das Studium von Augen und Händen.“ Das Spektrum von Eschens Porträtwerk verschaffte ihm in den frühen Jahren Ansätze internationaler Beachtung, indem er 1932 in De Hollandsche Revue als Porträtist von Filmstars gewürdigt wurde. Nach 1933 war die Szene fast zum Erliegen gekommen und entwickelte sich nach 1945 zu einem wichtigen Arbeitsschwerpunkt.
Eschen selbst hat sein Werk nur selten kommentiert, gelegentlich aber Beiträge zu ästhetischen und technischen Fragen publiziert. So findet sich unter dem Titel „Nächtliche Entdeckungsreisen“ im Foto-Spiegel von 1947 ein Artikel zu Nachtaufnahmen, der unter anderem mit einer ‚Aschinger am Zoo‘ in Berlin zu später Nachtstunde betitelten Aufnahme einer nächtlichen Streife der Alliierten illustriert ist. „Die Auswahl des Motivs für ein Nachtfoto“, erläutert Eschen, „muß so getroffen werden, daß das Ergebnis später nicht wie eine unterbelichtete Tagesaufnahme wirkt, man muß daher immer darauf achten, dass eine künstliche Lichtquelle, eine Laterne oder von innen erleuchtete Fenster mitfotografiert werden. […] Wer das Glück hat, die nächtliche Motivsuche mit einem Auto unternehmen zu können, kann mit dem Scheinwerferlicht, das auf das Motiv gerichtet ist, oft feine Lichtwirkungen für die Aufnahme erzielen.“ Die Nachtaufnahmen von 1946 knüpfen formal an seine häufig gedruckten Nachtreportagen bei der Reichsbahn an, aber auch an die Nachtaufnahmen, die er nach 1933 im Rahmen seiner kunsttopografischen Exkursionen angefertigt hatte. Insofern sind sie als Konstante innerhalb seines Werkes aufzufassen. Im Kontext seiner Reportagetätigkeit nach 1945 sind sie jedoch als eher untypisch zu betrachten: „Nachtaufnahmen“, so Eschen weiter, „bringen durch die eigenartige Mischung realistischer und romantischer Elemente das Gespenstische der heutigen Großstadt-Situation besonders eindrucksvoll zur Geltung.“ Eschen beschränkt sich in diesen Aufnahmen nicht wie sonst oft auf das Beobachten, sondern will dezidiert Stimmungen erzeugen. Interessant dabei ist aber weniger, ob oder inwieweit dies tatsächlich im Gegensatz zu anderen Aufnahmen steht, sondern ob dieses „Gespenstische“ nicht vielmehr als eine Variante der symptomatischen Distanz des Fotografen zu seinem Gegenstand zu verstehen ist. Diskrete Präsenz gehört zum Wesen der Kunst Fritz Eschens: die persönliche Beziehung des Fotografen zum abgebildeten Objekt nicht oder nur mittelbar ins Bild zu setzen.
Gleichwohl ist diese Beziehung für Eschen von entscheidender Bedeutung: „Das Fotografieren beginne und ende mit dem Sehen,“ schreibt er 1959 in Camera in meiner Hand. „Sehen und Sehen sind zweierlei. Es gibt ein Sehen, das nur die Netzhaut des Auges reizt, ohne in das tiefere Bewusstsein einzudringen. Wirkliches Sehen fordert absolute psychische Empfangsbereitschaft, es versucht, eine persönliche Beziehung zum Erschauten herzustellen. Nur hier allein liegt das persönliche, oder wenn man will, das künstlerische oder schöpferische Moment der Photographie. Kurz gesagt: Hier offenbart sich die Persönlichkeit des Photographierenden.“
Entgegen der Selbstwahrnehmung Eschens, der noch 1959 betont hat, wie die meisten seiner Berufskollegen sei er „Autodidakt und Photoamateur“ und dies habe „für den Beruf des Bildjournalisten seine großen Vorteile,“ hatte sich der 1964 verstorbene als Persönlichkeit in den letzten zwei Jahrzehnten seines Lebens längst vom Bildjournalisten zum Fotografen entwickelt. Wäre ihm wie anderen die Emigration gelungen, um die er sich 1938/39 vergeblich bemüht hatte, dann hätte er vielleicht sogar die internationale Bekanntheit internationaler Life-Fotografen erreicht oder sich zum Porträtisten kosmopolitischer Prominenz entwickelt.

## Fotos in der Deutschen Fotothek
Das Bildarchiv Fritz Eschens umfasst ca. 70.000 mittelformatige Aufnahmen. Diese wurden 1973 von der Staatsbibliothek Berlin (DDR) für die Deutsche Fotothek erworben, die bis 1983 Berlin unterstellt war und heute zur Sächsischen Landesbibliothek – Staats- und Universitätsbibliothek Dresden gehört.
Die Bilder wurden vom Urheber in Kontakt- und Negativ-Heftern nach thematischen Gesichtspunkten archiviert. Speziell die Kontakt-Hefter sind heute unentbehrlich für die Recherche, da es noch nicht möglich war, das umfangreiche Eschen-Archiv vollständig in die Datenbank einzuarbeiten. Diese Hefter helfen bei der Zusammenschau aller Aufnahmen zu einem Motiv und enthalten neben den Negativnummern häufig ebenfalls Angaben zum Datum der Aufnahme sowie zu Publikationen.
Bislang sind in der Bilddatenbank etwa 13.000 Aufnahmen dokumentiert. Darunter befinden sich rund 10.000 Porträts. Zu den Porträtserien sind im Jahr 2006, im Zuge des Ausbaus der Datenbank, alle von Eschen zusammengestellten Kontaktbögen digitalisiert und erschlossen worden. Sie ermöglichen den direkten Einblick in Eschens Arbeitsweise.

## Werke
- … so sah ich Potsdam. Mit einem Beitrag von Mario Krammer. Minerva-Verlag, Berlin 1948.
- Mit Georg Netzband: Kunstpädagogische Anregungen. Ein Beitrag zur Praxis der bildnerischen Erziehung an allgemeinbildenden Schulen.
  - Band 1: Die ersten sechs Schuljahre. Musterschmidt-Verlag, Göttingen 1955.
  - Band 2: 7. bis 10. Schuljahr und Berufsfindungsjahr. Musterschmidt-Verlag, Göttingen 1955.
  - Band 3: Konstruktives Gestalten. Musterschmidt-Verlag, Göttingen 1955.
- Köpfe. Hundert Porträtaufnahmen. Einleitung und Bildtexte von Friedrich Luft. Verlag Ullstein, Berlin 1956.
- Junges altes Berlin. Mit einem Vorwort von Georg Zivier. Wolfgang Stapp Verlag, Berlin 1956, zahlreiche Auflagen, z. B. 1976, ISBN 3-87776-217-4.
- Camera in meiner Hand. 120 Aufnahmen. Mit einem Vorwort von Paul Ronge. Wolfgang Stapp Verlag, Berlin 1959.
- Köpfe der Forschung an Rhein und Ruhr. Die Mitglieder der Arbeitsgemeinschaft für Forschung des Landes Nordrhein-Westfalen. Mit einem Vorwort des Ministerpräsidenten Fritz Steinhoff. Ardey-Verlag, Dortmund 1959.
- Das letzte Porträt. Totenmasken berühmter Persönlichkeiten aus Geschichte und Gegenwart. Mit einer Einführung von Karl Jaspers und einem kulturhistorischen Beitrag von Karl-Heinz Schreyl. Haude & Spener, Berlin 1967.

## Ausstellungen
- 2015: „Von meinem Vater habe ich sehen gelernt!“ Fotografien aus der Nachkriegsgeschichte unserer Stadt von Fritz und Klaus Eschen, Galerie im Kurt-Schumacher-Haus, Berlin.
- 2011: Fritz Eschen. Berlin unterm Notdach. Fotografien 1945 bis 1955 aus der Deutschen Fotothek. c/o Berlin – International Forum For Visual Dialogues, Berlin.
- 2010: Bilder machen. Fotografie als Praxis, ALTANAGalerie Dresden, Dresden.